# دعم الأسمدة في إفريقيا جنوب الصحراء

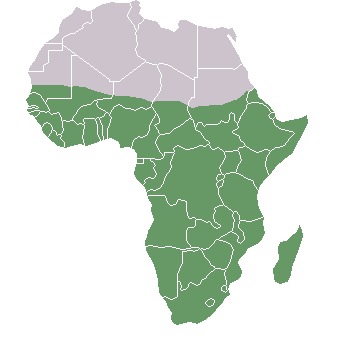
موقع منطقة إفريقيا جنوب الصحراء الكبرى

تذبذبت الآراء حول دور دعم الأسمدة في تحفيز التنمية الزراعية في إفريقيا جنوب الصحراء بشكل كبير خلال العقود الخمسة الماضية. يعتقد العديد من الخبراء أن دعم الأسمدة يمثل طريقة أساسية لتحقيق الأمن الغذائي على المدى الطويل في إفريقيا جنوب الصحراء، مع توفير الدعم الاجتماعي لمزارعي الكفاف الأفقر في إفريقيا. ومع ذلك، لم تحظ مخططات الدعم الشاملة السابقة إلا بنجاح معتدل، مما أثار مخاوف بشأن ما إذا كانت الإعانات التي تؤدي إلى تشوهات السوق يمكن أن تؤدي في أي وقت إلى نظام زراعي مستدام. قد تكون الممارسات الجديدة في إنشاء إعانات أكثر استهدافًا هي المفتاح لتحقيق النجاح الدائم.

## الدعم والصعوبات
على الرغم من الفوائد المحتملة على غلات المحاصيل، فإن استخدام الأسمدة غير العضوية في أفريقيا جنوب الصحراء يتخلف عن المناطق النامية الأخرى. متوسط الطلب في أفريقيا جنوب الصحراء أقل من 10 كجم لكل هكتار، بينما يبلغ متوسط الاستخدام في أمريكا اللاتينية وجنوب آسيا حوالي 140 كجم لكل هكتار. قد ينتج استخدام الأسمدة دون المستوى الأمثل أو غير الفعال عن معرفة المزارعين غير الكاملة بفوائدها أو تقنيات التطبيق المناسبة، أو عدم كفاية الأموال (السائلة)، أو النفور من المخاطر المرتبطة بالاستثمار في مدخلات جديدة. يجادل مؤيدو الإعانات بأنه يمكنهم المساعدة في التخفيف من هذه الظروف ورفع استخدام الأسمدة إلى المستويات المثلى.
يمكن أيضًا مناقشة تنفيذ برامج الدعم لأسباب تتعلق بالإنصاف. مثل الأشكال الأخرى للدعم الاجتماعي (الصحة، الإنفاق على التعليم) تمثل الإعانات إعادة توزيع الأموال داخل المجتمع، ويمكن أن تكون وسيلة فعالة لاستهداف مزارعي الكفاف (عدد كبير بشكل غير متناسب من فقراء أفريقيا جنوب الصحراء). أخيرًا، قد تخلق الإعانات أيضًا عوامل خارجية إيجابية، مثل انخفاض تآكل التربة بسبب زيادة نمو النبات. قد تتسبب هذه الفوائد الخارجية في التقليل من قيمة الأسمدة في معاملات السوق، وبالتالي تمثل حجة أخرى للتدخل الحكومي من خلال الإعانات.

## 1970-1985: التدخل الحكومي
خلال الستينيات والسبعينيات من القرن الماضي، قدمت العديد من البلدان في إفريقيا الأسمدة المدعومة لمزارعيها من خلال الشركات المملوكة للدولة، أو «شبه الحكومية»، التي كانت تتمتع عمومًا باحتكار توزيع الأسمدة واستيرادها داخل البلاد. تُبَاعُ الأسمدة التي توزعها هذه الشركات بسعر مخفض عالميًا، ما بين 20 و 60 في المائة من التكلفة الكاملة للسوق. كما أدى الإفراط في تقييم العملة إلى خلق دعم «ضمني» إضافي للأسمدة المستوردة. واعتبرت هذه السياسات وسيلة لمواجهة آثار تآكل التربة ونضوبها، وزيادة غلة المحاصيل عن طريق جعل الأسمدة في متناول مزارعي الكفاف. جاء ذلك في أعقاب نموذج «التحديث» السائد في تلك الفترة، والذي يهدف إلى تطوير أنظمة الإنتاج في القطاع من خلال تعزيز التقنيات الجديدة مثل الأسمدة والبذور المهجنة المحسّنة.
عانت برامج الدعم في كثير من الأحيان من مشاكل متعددة. ساهمت البيروقراطية غير الفعالة في تأخير تسليم الأسمدة. أدت زيادة عدد الموظفين ونقص حوافز الكفاءة إلى زيادة تكاليف البرنامج الإجمالية. في حالات عدم كفاية الميزانيات، قُنِّنَتْ الأسمدة، مما منع المزارعين من الوصول إلى كميات كافية لاستخدامها في محاصيلهم. أخيرًا، أدى التسعير الأقل من مستوى السوق إلى تثبيط وإزاحة موزعي الأسمدة من القطاع الخاص الذين لم يعودوا يجدون أنه من المجدي اقتصاديًا التنافس مع الأسمدة المدعومة. وقد أدى ذلك إلى تعريض الاستدامة المالية للبرامج لخطر خطير.

## 1985-2005: التحرير الاقتصادي
شهدت الثمانينيات صعود الليبرالية الكلاسيكية الجديدة، وتوافق آراء واشنطن وبرامج التكيف الهيكلي. رأت الفلسفة السائدة في هذه الفترة أن التخلف هو أحد أعراض عدم الكفاءة التخصيصية، وركزت على قوة الأسواق الحرة لإحداث تغيير إنمائي دائم وشجعت على التقليل من دور الدولة في الاقتصاد.

### الممارسات التي تشجعها برامج التكيف الهيكلي
خلال هذه الفترة، وضعت وكالات الإقراض المتعددة الأطراف والمؤسسات المالية مثل صندوق النقد الدولي والبنك الدولي «شروطًا» على صرف مساعدات التنمية. طُلب من البلدان الموافقة على إجراء سلسلة من «التعديلات الهيكلية» على اقتصاداتها، من أجل الحصول على مساعدة مالية أو الانخراط في إعادة التمويل. تضمنت المجموعة المشتركة لوصفات السياسات تخفيض قيمة العملة، والخصخصة أو تجريد الصناعات المملوكة للدولة («الشركات شبه الحكومية») في قطاعي الصحة والزراعة، وتحرير التجارة (تخفيض أو إلغاء التعريفات الجمركية على الواردات)، وتخفيضات في الإنفاق الاجتماعي (الزراعة، والصحة وقطاعات التعليم) وتخفيضات صارمة للعجز. كما أدت برامج التكيف الهيكلي إلى الإلغاء التدريجي لمعظم برامج دعم الأسمدة. بعض البلدان الأفريقية التي تتبع هذه الإرشادات تشمل بنين وغانا ومدغشقر والسنغال وتوغو وتنزانيا وزامبيا والكاميرون وملاوي ونيجيريا.

### آثار التحرير
كانت نتائج التحرير وإلغاء الدعم متفاوتة. في دراسة مدتها خمس سنوات لمقارنة الحالات قبل وبعد، انخفض استخدام الأسمدة في الكاميرون والسنغال وتنزانيا ونيجيريا وغانا بنسبة 25-40 في المائة، بينما زاد بنسبة 14-500 في المائة في بنين وتوغو ومالي ومدغشقر. قد تكون الإعانات عاملاً واحداً فقط يؤثر على سعر واستخدام الأسمدة.

## 2005 إلى الوقت الحاضر: تفكير جديد في الإعانات
حظي دعم الأسمدة مؤخرًا باهتمام متجدد باعتباره أداة فعالة محتملة للتنمية على نطاق واسع في إفريقيا. قال جيفري ساكس، مؤسس تحالف الألفية للوعد، عن استخدام الأسمدة في إفريقيا، إنه يتعين على الحكومات «توفير الأسمدة المدعومة لمزارعي الكفاف حتى يتمكنوا من إنتاج ما يكفي من الطعام». كما أدت البرامج الناجحة الأخيرة في ملاوي إلى تجدد الاهتمام بدعم الأسمدة.

### قسائم الإدخال
قسائم المدخلات، أو الشهادات التي تسمح للمزارعين بشراء المدخلات الزراعية (مثل الأسمدة) بسعر مخفض، يمكن أن تستهدف الدعم بشكل أكثر دقة من الإعانات الشاملة قبل التعديل الهيكلي. وقد تكمل أيضًا تنمية الأسواق الخاصة، بدلاً من إلغاء تحفيزها أو تقويضها. تُنْفَذُّ برامج القسائم على النحو التالي: يتلقى المزارع قسيمة تقلل من تكلفة الأسمدة المشتراة من شركة خاصة أو موزع. يمكن للشركة الخاصة بعد ذلك استرداد القسيمة نقدًا بالإضافة إلى رسوم العمولة في منشأة حكومية معينة. وبالتالي فإن القسيمة تمثل تحويلاً للأموال من الحكومة إلى المزارع.
على عكس الإعانات الشاملة، تتوافق قسائم المدخلات مع توزيع القطاع الخاص، ويجب أن تستخدم هياكل السوق لتعمل. إنهم يعززون تنمية القطاع الخاص من خلال ضمان قاعدة العملاء وهامش ربح للشركة، مما يسمح لها بتوسيع وتطوير اقتصاد الحجم. يرى المؤيدون أنها وسيلة لتشجيع زيادة اعتماد استخدام الأسمدة دون تشوهات السوق الصارخة للمخططات السابقة. والأهم من ذلك، أنّ «استراتيجية الخروج» تكون أكثر جدوى مع برنامج القسائم مقارنة بالإعانات الشاملة. مع تطور شبكة التوزيع الخاصة، يمكن تخفيض قيمة القسيمة تدريجيًا، وإلغائها تمامًا بمجرد أن تعمل الأسواق الخاصة.

### الممارسات التكميلية
تعتمد برامج قسيمة المدخلات بشكل كبير على السياسات والممارسات التكميلية من أجل العمل بفعالية. على سبيل المثال، يجب أن تكون بعض شبكات التوزيع الحالية (المحلات التجارية أو تجار التجزئة) موجودة بالفعل من أجل ضمان تغلغل واسع النطاق للمدخلات. قد يكون من الضروري الحصول على بعض القروض الصغيرة للمساعدة في تحمل حتى التكاليف الأولية المدعومة. علاوة على ذلك، تكون برامج الأسمدة المدعومة أكثر فعالية عندما تشجع غير المستخدمين (المزارعين الذين لولا ذلك لن يستخدموا الأسمدة) على المشاركة، وبالتالي خلق مصادر جديدة للإنتاج.

### مخاوف
هناك حاجة إلى تصميم برنامج دقيق لاستهداف المزارعين المحتاجين بدقة، والحماية من «التسرب» (حيث يستفيد المزارعون الأكثر ثراءً من برنامج الدعم) والحفاظ على درجة من الاستبعاد. قد يكون المزارعون الأكثر ثراءً في وضع أفضل للاستفادة من الإعانات، وبالتالي إحباط الهدف الأصلي للبرنامج. بالإضافة إلى ذلك، قد تؤدي مخصصات الميزانية لدعم الأسمدة أيضًا إلى تكبد تكاليف الفرصة البديلة عن طريق تحويل الموارد العامة بعيدًا عن خدمات الإرشاد الزراعي أو بناء البنية التحتية أو البحث والتطوير.